# Стрешнев, Василий Иванович
Василий Иванович Стрешнев (? — 1661) — русский боярин и воевода XVII века. Заведовал несколькими приказами и вёл дипломатические переговоры с иноземными посланниками.

## Биография
Представитель дворянского рода Стрешневых. Единственный сын думного дворянина Ивана Филипповича Стрешнева (ум. 1613). Дальний родственник царицы Евдокии Лукьяновны Стрешневой, второй жены царя Михаила Фёдоровича.

## Служба при Михаиле Фёдоровиче
Впервые упоминается в 1613 году, когда он подписал за себя и за стряпчего Фёдора Толочанова соборную грамоту об избрании на русский царский трон Михаила Фёдоровича Романова; в октябре 1613 года он ездил в полученное от своего отца, думного дворянина И. Ф. Стрешнева, владение — село Телешево в Вологодском уезде.
В 1614 году Василий Стрешнев был повышен из стряпчих в комнатные стряпчие и получил подарки от царя. В течение 1614 года он неоднократно передавал приказы царя о выдаче вещей из Казённого приказа в царские хоромы для пожалования разным лицам. В 1616 году он был "стряпчим с платьем", имел поместный оклад в размере 600 четей.
3 декабря 1618 года В. И. Стрешнев был отправлен царем Михаилом Фёдоровичем в Троице-Сергиев монастырь с государевым жалованным словом и с поручением спрашивать о здоровье боярина князя Даниила Ивановича Мезецкого и окольничего Артемия Васильевича Измайлова, вернувшихся из посольской миссии в Польше.
19 сентября 1618 года на первой свадьбе царя Михаила Фёдоровича с княжной Марией Владимировной Долгоруковой Василий Стрешнев нёс государеву свечу вместе со стольником Михаилом Васильевичем Алферьевым.
В 1618 году В. И. Стрешнев находился в Москве во время осады столицы польско-литовской армией под предводительством королевича Владислава Вазы. В 1626 году он получил за это «осадное сиденье» вотчину в 250 четей. В 1624—1626 годах стоял у царского стола в торжественные обеды; 21 декабря 1624 года вместе с князем Ю. Я. Сулешевым исполнял обязанности кравчего у стола патриарха Филарета Никитича.
На второй свадьбе царя Михаила Фёдоровича с Евдокией Лукьяновной Стрешневой, 5 февраля 1626 года, Василий Стрешнев вместе со стольником Яковом Михайловичем Толочановым были свечниками у царской свечи, «вес которой был 2 пуда». Его жена Ирина Прокофьевна была во время свадьбы «в комнате», а при выезде царицы в Вознесенский монастырь уехала за ней в «санях».
В 1626—1639 годах руководил Оружейным приказом. «Русский биографический словарь» Половцова начало руководства Оружейным приказом относит к 1634 году, когда Стрешнев был пожалован в окольничие, указывая, что в 1629—1634 годах В. И. Стрешнев руководил приказом Золотого дела (Золотым приказом), который являлся частью Казённого приказа.
Василий Иванович Стрешнев пользовался расположением не только царя Михаила Фёдоровича, но и его отца, патриарха Филарета. Через его руки проходили крупные суммы. В феврале 1633 года царь Михаил Фёдорович отправил его в Пермь Великую, «для сыску золотой руды». Через год он вернулся. Золота в Перми не оказалось, но его «раденьем» была найдена в Соликамске медная руда и открыт завод.
6 января 1634 года в награду за труды царь Михаил Фёдорович пожаловал Василия Стрешнева в окольничие; 8 апреля того же года ему были пожалованы соболья шуба, крытая зеленым атласом, кубок и вотчина в 600 четей в Ростовском уезде, село Прусино с деревнями; его денежный оклад был увеличен до 370 рублей.

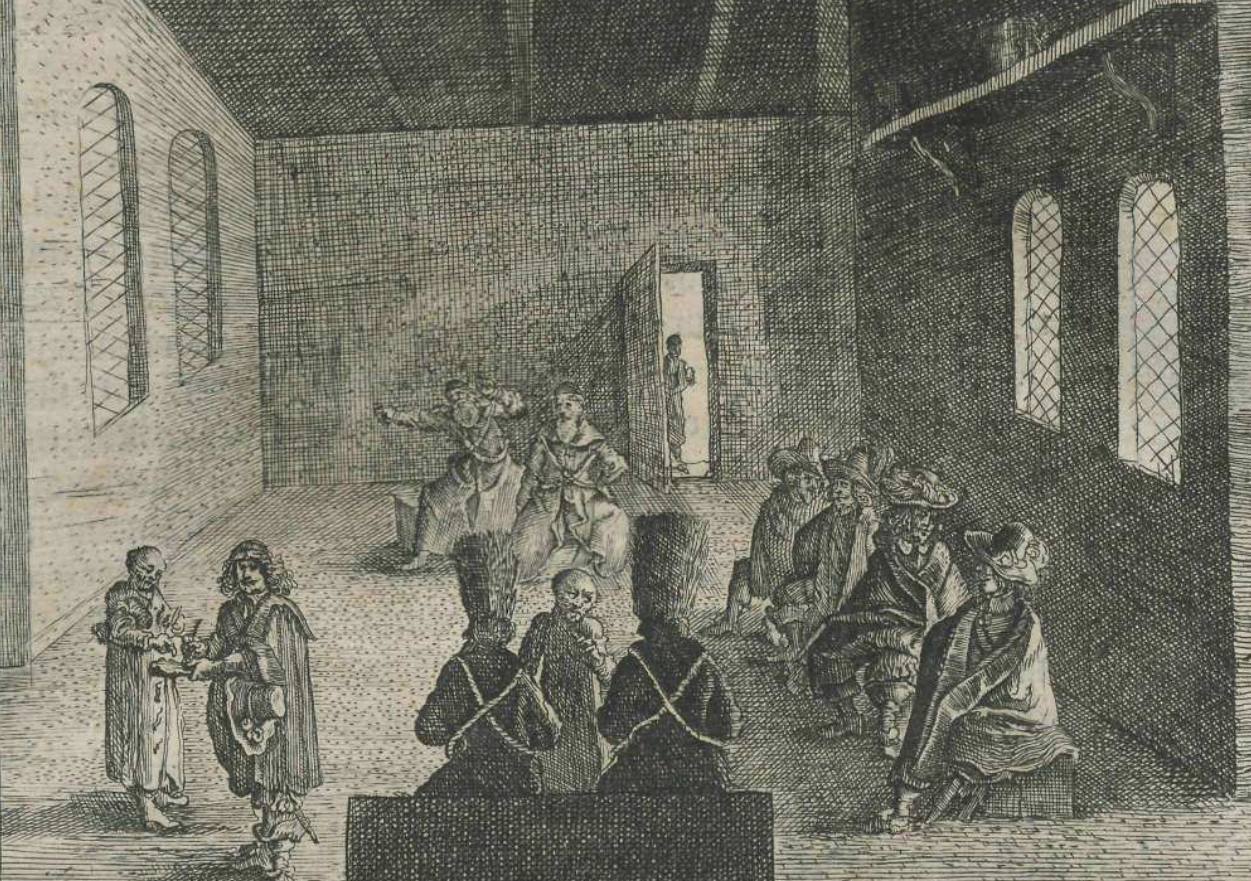
Первая Тайная аудиенция Гольштинского посольства, Б. М. Лыков-Оболенский и В. И. Стрешнев изображены в дальнем конце комнаты слева от посольства, напротив дьяков в высоких шапках

В том же 1634 году Стрешнев участвовал в следствии по делу о неудачной осаде Смоленска воеводами: боярином М. Б. Шеиным, князем С. В. Прозоровским, окольничим А. В. Измайловым и князем М. В. Белосельским; 28 апреля он и другие члены этой комиссии боярину Шеину с товарищи «воровство и измену, и казнь сказывали у приказа Сыскных дел, что преж сего была Нижегородская четь»
С 1634 года В. И. Стрешнев стал исполнять дипломатические поручения: 5 августа он, имевший титул наместника суздальского, был «в ответе» со шведскими послами, в декабре заключил договор с Голштинией о разрешении голштинской купеческой компании привозить товары через московские владения в Персию. Во время заключения договора с Голштинией он носил титул наместника новоторжского и был вторым лицом после боярина Бориса Михайловича Лыкова. 4 января 1635 года Василий Стрешнев представлял царю Михаилу Фёдоровичу польско-литовские послов Песочинского, Сапегу и Веживица. В 1639—1641 и 1644 годах был «в ответе» с голштинскими купцами, персидскими и датскими послами. В 1636 году — судья в Приказе Новой Чети.
В апреле 1638 года «по крымским вестям» в Тулу были отправлены: главнокомандующим — боярин князь Иван Борисович Черкасский, а его товарищами (заместителями) — князь Алексей Михайлович Львов и окольничий Василий Иванович Стрешнев. Они получили царский приказ «стоять в самой Туле и дозирать устроенные близ неё засечные крепости».
В том же году В. И. Стрешнев вместе с князем И. Б. Черкасским стал душеприказчиком у думного дьяка Ивана Тарасьевича Грамотина. В январе 1639 года Василий Стрешнев «дневал и ночевал» у гроба царевича Ивана Михайловича, а в апреле — у гроба царевича Василия Михайловича.
В 1640 году во время богомольного похода царя Михаила Феодоровича в Вязники — оставался в Москве у цариц. Василий Иванович Стрешнев был один из самых близких к Михаилу Федоровичу вельмож, что можно заключить, например, из следующего обстоятельства: в начале июня 1643 года у царя сделалась рожа, и лекарь Крамер сделал ему кровопускание. Доктора Артман Граман и Яганус Белово присутствовали при кровопускании в мыленке (бане) и передали Стрешневу, для доклада государю, перечень кушаний и напитков, которые можно и нельзя употреблять вскоре после кровопускания.

## Служба при Алексее Михайловиче
После смерти 18 августа 1645 года царицы Евдокии Лукьяновны её родственник Василий Стрешнев занимался приготовлениями к погребению царицы; 28 сентября того же года, в день венчания на царство Алексея Михайловича, В. И. Стрешнев был пожалован в бояре.
В январе 1646 года по поручению царя Алексея Михайловича боярин В. И. Стрешнев, получивший почётный титул наместника вологодского, возглавил русское посольство в Речь Посполитую, чтобы добиться от польского короля и великого князя литовского Владислава IV Вазы подтверждения условий Поляновского мира 1634 года. В состав посольства входили окольничий и наместник шацкий Степан Матвеевич Проестев, московский дворянин Ф. Б. Глебов, думный дьяк Волошенинов и дьяк Шипулин; 10 марта польский король Владислав IV принял русскую делегацию. Поляновский мир был продлён. После возвращения в Москву денежный оклад В. И. Стрешнева был увеличен до 500 рублей.
16 января 1648 года на свадьбе царя Алексея Михайловича с Марией Ильиничной Милославской боярин Василий Стрешнев вместе с думным дьяком Фёдором Елизаровым «строил поезд», то есть руководил всем распорядком свадебного кортежа. В ноябре 1649 года он сопровождал царя Алексея Михайловича в Можайск, а в 1651 года, во время торжественного шествия царя в село Покровское, Василий Стрешенев ехал с ним у кареты.
В 1654 году боярин Василий Иванович Стрешнев участвовал в первом походе русской армии под предводительством царя Алексея Михайловича на Великое княжество Литовское. Вместе с князем М. М. Темкиным-Ростовским В. И. Стрешнев был назначен воеводой сторожевого полка в главной русской армии, наступавшей на Смоленск.
В 1655 году из-за болезни боярин В. И. Стрешнев был отпущен царем в Москву. Сведений о его дальнейшей придворной службе нет.
Василий Иванович Стрешнев владел поместьями и вотчинами в 14 уездах. По величине своих владений он находился на десятом месте, приближаясь к старым боярским родам, таким как Морозовы, Романовы и Шереметевы. В Москве у него был загородный двор у Николы в Плотниках.
В 1661 году Василий Иванович Стрешнев скончался, не оставив после себя потомства.